# Feng Fuming
Feng Fuming (ur. 24 lutego 1977) – chiński zapaśnik w stylu klasycznym. Zajął 27. miejsce w mistrzostwach świata w 1999. Srebrny medalista mistrzostw Azji w 1999. Wicemistrz świata juniorów z 1997 roku.